# Harpálice
Harpálice, na mitologia grega, é filha do rei da Trácia Harpálico. Foi educada como guerreira. Salvou seu pai das mãos dos inimigos. Porém, mais tarde ele foi expulso e massacrado por seus súditos, e Harpálice viveu nos bosques de caças e rapinas, antes de ser finalmente capturada e morta.
Tinha a reputação de ser caçadora muito rápida na corrida. Alguns traços de sua lenda inspiraram o poeta latino Públio Virgílio Marão em seu retrato da figura de Camila (Eneida 11, 532-596).